# نینوال خالصه
نینوال خالصه (به انگلیسی: Nainwal Khalsa) یک روستا در پاکستان است که در منطقه پنجاب واقع شده‌است.